# Hotel Cæsar
Hotel Cæsar je norská mýdlová opera, kterou od 24. října 1998 vysílá soukromý televizní kanál TV2. V únoru 2010 byl odvysílán 2000. díl a v roce 2013 již seriál čítal přes 2500 epizod, což z ní činí nejdelší televizní seriál ve Skandinávii.

## Charakteristika
Středobodem dění je fiktivní hotel v norské metropoli Oslo a osudy jeho zaměstnanců a členů rodiny Anker-Hansen, která hotel vlastní. V první sérii se zamiluje hlava rodiny Georg Anker-Hansen do dívky Ninni Krogstad a ožení se s ní k velké nelibosti jeho matky a početného příbuzenstva. Postava Ninni umírá na konci série na rakovinu a problémy s vlastnickými právy a otázka řízení hotelu tvoří od té doby hlavní linii příběhu.

## Přehled postav v roce 2013
| Postava                   | Herec                      | Výskyt                      |
| ------------------------- | -------------------------- | --------------------------- |
| Juni Anker-Hansen         | Anette Hoff                | 1998–2005, 2006–2010, 2010– |
| Jens August Anker-Hansen  | Kim Kolstad                | 1998–2000, 2001–2005, 2007– |
| Albert Lunde              | Kenneth Åkerland Berg      | 1998–2000, 2001–2005, 2012– |
| Eva Rosenkrantz           | Rudy Claes                 | 2004–2007, 2007–            |
| Storm Liland Anker-Hansen | Kim-Daniel Sannes          | 2006–2011, 2012–            |
| Pelle Krogstad            | Nikis Theophilakis         | 2006, 2007–                 |
| Arnfinn Lycke             | Nils Vogt                  | 2011–                       |
| Vanessa Nyman             | Marte Sæteren              | 2011–                       |
| Monica Nyman              | Hilde Lyrån                | 2011, 2012–                 |
| Willy Wang                | Jeppe Beck Laursen         | 2013–                       |
| Janne Langangen           | Birgitte Victoria Svendsen | 2013–                       |
| Mie Andersen              | Evy Kasseth Røsten         | 2013–                       |

## Ocenění
- V roce 1999 obdržela Anette Hoff, která představuje roli Juni Anker-Hansen, norskou televizní cenu Gullruten v kategorii nejlepší herečka.
- V roce 2001 získal cenu Gullruten celý seriál v kategorii nejlepší mýdlová opera.
- V roce 1999 byl Hotel Cæsar nominován na norskou filmovou cenu Amanda jako nejlepší televizní seriál.
- V roce 2004 byl nominován na švýcarskou cenu Rose d'Or.